# Letona (Arkansas)
Pour les articles homonymes, voir Letona (homonymie).
Letona est un village situé dans l’État américain de l'Arkansas, dans le comté de White.